# Acacia exsudans
Acacia exsudans é uma espécie de leguminosa do gênero Acacia, pertencente à família Fabaceae.